# دوايت (اسم)
دوايت (بالإنجليزيَّة: Dwight) هو اسم أول مُذكر مشتق من الاسم الأنثوي في العصور الوسطى Diot، وهو تصغير لديونيسيا، الشكل المؤنث لديونيسيوس.[بحاجة لمصدر] ينتسلا الاسم بشكل رئيسي في الولايات المتحدة ودول البحر الكاريبي.

## مشاهير
- دوايت د. أيزنهاور (1890–1969)، جنرال خمس نجوم والرئيس الرابع والثلاثون للولايات المتحدة
- دوايت ب. لادو، (1876-1954)، مهندس ومساح أمريكي في نيويورك
- دوايت إل مودي، مبشر وناشر أمريكي
- دبليو دوايت بيرس (1881-1967)، عالم الحشرات الأمريكي
- دوايت يورك، موسيقي أمريكي وزعيم الحركة النوبية المسجون

فنانون
- دوايت شولتز، ممثل مسرحي وتلفزيوني وسينمائي أمريكي
- دوايت توش، مشرع الولاية الأمريكية
- دوايت تويلي، مغني وكاتب أغاني أمريكي
- دوايت يوكام، موسيقي كانتري أمريكي
- دوايت يورك، ممثل كوميدي

رياضيُّون
- دوايت أندرسون، لاعب كرة سلة أمريكي محترف
- دوايت أندرسون، لاعب كرة قدم كندي محترف من جامايكا
- دوايت بارنيت، لاعب كرة قدم جامايكي
- دوايت إف ديفيس، لاعب التنس الأمريكي
- دوايت فيرغسون، رياضي سباقات السرعة من جزر البهاما
- دوايت فريني، لاعب كرة القدم الأمريكية
- دوايت جودن، لاعب البيسبول الأمريكي
- دوايت هوارد، لاعب كرة سلة أمريكي محترف
- دوايت ماكدونالد، لاعب كرة القدم الأمريكية
- دوايت بيبودي، لاعب كرة القدم الأمريكية
- دوايت قوي، ملاكم أمريكي
- دوايت وايت لاعب كورة القدم الامريكيه من أمريكا
- دوايت يورك، لاعب كرة قدم من ترينيداد وتوباغو

## شخصيات خيالية
- دوايت (الموتى السَّائرُون) شخصية في المسلسل الرعب والدراما
- دوايت، بطل رواية دوايت في Shining Armor، مسلسل تلفزيوني
- دوايت كونراد، شخصية من فيوتشوراما
- دوايت إينيس، الطبيب في روايات ونستون جراهام بولدارك، والذي يظهر لأول مرة في كتابه الثاني
- دوايت فيرفيلد، في لعبة الفيديو ديد باي ديلايت
- دوايت هندريكسون في المسلسل التلفزيوني هافن
- دوايت مكارثي, في مدينة الخطيئة
- دوايت "ديوي" رايلي، شخصية رئيسية في سلسلة أفلام "الصرخة" .
- دوايت شروت، في البرنامج التلفزيوني الأمريكي الكوميدي الساخر المكتب
- دوايت ووكر، اسم ميلاد لوسيوس ليون، في المسلسل التلفزيوني إمباير
- دوايت ستيفلر في فيلم الفطيرة الأمريكية يقدم: الميل العاري.